# Palacio de Luces
Este palacio es una casona solariega situada en la localidad de Luces, parroquia de Lastres y concejo de Colunga, en el Principado de Asturias (España). Fue construido a mediados del siglo XVI por Juan Victorero “el Viejo”, y pudo asentar en esta Casa el solar del mayorazgo también fundado por él. Tras conocer distintos propietarios, en la actualidad es un hotel.

## Historia del edificio

### Entorno
Luces es una pequeña localidad de doscientos seis habitantes situada en la meseta del Cabo de Lastres, a 100 m s. n. m. Ubicada a 2 km del Mar Cantábrico y de la población de Lastres, forma parte de la comarca de la Sidra, un entorno del oriente del Principado de Asturias que destaca por su valor ecológico, paisajístico y patrimonial. Desde el punto de vista orográfico, está enclavado entre la Sierra del Sueve y el Mar Cantábrico, ambos observables desde el palacio, muy cercano también al Faro de Lastres.

### Historia y estilo
La casona está vinculada a la familia Victorero, perteneciente a la pequeña nobleza asturiana. Francisco Sarandeses señala la existencia de una importante casa solar que poseía este linaje en Luces. Este mismo autor indica como lugar de origen de la familia la cercana Playa de la Griega. Según la historiadora María Pilar García Cuetos, la existencia de una casa solar en Luces se confirma por el hecho de que la familia adquiriera numerosos terrenos en la zona, así como el hecho de que se hicieran enterrar en la antigua Iglesia parroquial de Santa María de Sádaba, situada entre Lastres y Luces, a diferencia de otros miembros de la nobleza de Lastres.
El actualmente llamado Palacio de Luces fue construido en 1580 por don Juan Victorero, llamado “el Viejo”, al emanciparse de su familia, que ya disponía en Lastres del llamado Palacio de Vallados, como atestigua el escudo de armas de los Victorero situado en su fachada.
El edificio era en su origen la construcción principal y más noble de  un  conjunto más amplio dedicado a actividades agropecuarias, basadas en el trabajo de una amplia extensión de tierras de uso agrícola, ganadero y maderero en el entorno. En este conjunto se integraban otras edificaciones auxiliares, entre ellas un lagar, hecho que atestigua la enorme piedra adintelada con un texto grabado que ahora sirve como remate de la chimenea, en la actual sala principal del edificio. En ella, una inscripción remite a su ubicación en la entrada de un almacén para fabricar sidra, sin duda integrado en el complejo del palacio, pero cuya ubicación exacta no se ha localizado: "ALMACEN PARA FABRICAR SIDRA COSTEADO / POR DON BERNARDO JOSE  VICTORERO Y UDIAS / AÑO DE 1829".
La construcción de la casa solar se prolongó durante ocho años, como lo verifica el testamento de su fundador don Juan Victorero, abierto en Luces el 7 de abril de 1624 ante el escribano Domingo Vigil, un día después de su fallecimiento. Este documento recoge asimismo la fundación del mayorazgo de los Victorero en Luces, del que formaban parte el palacio, las construcciones anexas y las tierras de cultivo.
Desde el punto de vista arquitectónico, el palacio es una construcción rural que se puede adscribir a una tipología culta de edificación por la intervención de un maestro de obras, como evidencia la proporción del edificio, el ordenamiento de los espacios y la calidad de los materiales empleados en la construcción. Las fachadas más antiguas muestran una marcada influencia de la arquitectura popular por el tipo de vanos y su distribución, así como por el material empleado de menor calidad (mampostería). En las sucesivas ampliaciones, la obra se fue dignificando con la utilización de materiales de mayor calidad (sillares) y mayor labor decorativa en los mismos. La última etapa constructiva es una reconstrucción historicista con el objetivo de embellecer la parte del edificio que daba a los jardines.

### Propietarios
Con el paso de los siglos, los descendientes de don Juan Victorero se dividieron en varios linajes, pero solo uno de ellos mantuvo el mayorazgo en el solar familiar del Palacio de Luces. Este se mantuvo desde 1580, momento de su fundación, hasta que con la ley de exvinculación de los mayorazgos de 1841 pasa a otro de los linajes de la familia. En 1920  lo abandona el último propietario perteneciente a la familia, don José Victorero Vázquez de Prada , apodado "el Señoritín".
La relación completa de titulares del mayorazgo de Luces es:
- Juan Victorero "el Viejo"
- Alonso Victorero Valdivares
- Alonso Victorero Peón
- Mª Manuela Victorero Cantillo
- Gertrudis Bárbara Victorero Cantillo
- Marcelino Victorero Suárez de Granda
- José María Victorero Vázquez de Prada, “el Señoritín”

Con José María Victorero, “El Señoritín”, la familia pierde la posesión del Palacio de Luces. Vivió soltero, aunque tuvo dos hijos reconocidos. Según los informantes locales, a causa de sus múltiples deudas, hipotecó el Palacio y en 1895 su familia se hizo cargo de su cancelación para no perder la propiedad, que posteriormente le devolvieron. Finalmente, en 1920 sus nuevas deudas llevaron a una subasta pública de todas las fincas y el Palacio, que por entonces ocupaban 36 hectáreas. Fue adquirida por el notario madrileño Faustino Álvarez del Manzano, abuelo del que fue alcalde de Madrid.
El palacio pasa posteriormente por distintos propietarios, curiosamente todos indianos. En 1930, el conjunto, ya reducido a 20 hectáreas, fue adquirido por Adolfo Venta. Natural de San Martín de Vallés (Villaviciosa), emigró a América y con los ahorros de unos años adquirió la propiedad por 150.000 pesetas. En 1948 fue de nuevo vendido a José María y Leonor Martínez, hermanos y vecinos de Infiesto. Leonor era viuda y con un hijo, Ángel Sierra Martínez, mientras que José María regresaba de una afortunada emigración a México. El coste de esta transacción fue de 1 millón de pesetas, una fortuna para la época, por lo que en Luces se les conocía como “los del millón”. Estos nuevos dueños realizaron mejoras en el edificio y en los cierres perimetrales, así como en la capilla.[cita requerida]
Es 1964 la adquiere Isidro Alonso, natural de Gijón y conocido por “Doro”, quien mantiene la propiedad hasta 1974 en que decidió venderla, a excepción de una porción de aproximadamente 5 hectáreas, en la parte sur del solar. El palacio y el resto de las fincas se las vendió a Emilio Boto, natural de Cangas de Narcea, quien había regresado a España después de veinte años emigrado a Australia. Éste construye una nueva nave ganadera y potencia la actividad agropecuaria. Emilio volvió a aumentar las fincas y adquirió a la familia Díaz Ordóñez (herederos de los constructores del Palacio) la casería de Techa, con lo que dobló la superficie de la casería del Palacio. Esta familia siguió mejorando la capacidad pecuaria del Palacio hasta el año 2002, en el que la vendieron junto con las fincas más próximas a la Sociedad del Hotel Palacio de Luces, reservándose la propiedad de la casería de Techa.
La sociedad propietaria, después de varios años de inactividad, transformó y amplió el Palacio para convertirlo en alojamiento hotelero de cinco estrellas, el primero y único de Asturias, mientras que arrendaron las fincas agrícolas del Palacio para ganado de carne. En 2018, esta sociedad procede a la venta del palacio y sus instalaciones anexas al Grupo hotelero Globhi, su propietario en la actualidad.

## Exterior del palacio
La estructura del palacio se corresponde con la de los edificios solariegos de la época, en la que predominaban las grandes casonas de planta rectangular y construidas en mampostería y sillares de piedra. Se encuentra techada a cuatro aguas con tejas de arcilla. Consta de dos plantas y una buhardilla y se abre al exterior con numerosas puertas, ventanas y balcones.
Este edificio, levantado en el apogeo constructivo del siglo XVI, se basó, como todos los de este período, en la existencia de unas excelentes canteras de piedra de grano de bello lucimiento y fácil laboreo en los terrenos próximos, así como en la existencia de numeroso arbolado del que se sacaron las maderas necesarias para la construcción.
Las cuatro esquinas del palacio están construidas con sillares bien labrados y encajados, que sobresalen sobre la línea de la fachada en dirección este-oeste de modo que la enmarcan. Tienen las esquinas suroeste y noroeste, actualmente oculto por una planta trepadora, un estrecho cortafuegos, típico de esta zona, también en obra de sillería Por debajo del armazón de la techumbre en todo su perímetro corre una imposta de sillería, sobre la que descansa el alero del tejado.
La fachada principal se encuentra orientada al este y en ella se abren tres puertas. Las dos situadas más al sur debieron ser las originales, y son dos arcos rebajados, sobre impostas lisas que daban paso a un vestíbulo abierto, que comunicaría directamente con el pequeño patio central techado y la escalera. Además, se conserva sobre una de ella dos escudos con las armas de los Victorero, flanqueado un escudo con la cruz de malta rodeado por un cordón franciscano. Este fue incorporado por Alonso José Victorero García Jovellanos, caballero de las R. O. de Carlos III y de San Juan de Malta. [1] Estarían centradas respecto a lo que fue la primitiva fachada del edificio, algo más reducida que la actual, como nos indica la lectura de los paramentos. A la derecha de estos, se abre un arco de factura posterior, más ancho y similar a los que se abren en la fachada norte, que actúa como ventanal para el gran salón del palacio. Sobre este arco se sitúan tres ventanas en la parte superior, también a juego y construidos con la misma factura que los elementos de la fachada norte.
La fachada sur es la que mejor conserva los elementos más antiguos del palacio. Presenta una asimetría en la distribución de los huecos de las ventanas en la parte oeste. En la planta inferior, se abre una puerta y varias ventanas no alineadas, de discreto porte, indicando la presencia de espacios funcionales o de menor importancia, mientras que, en la parte este, los huecos son de mayor tamaño y están mejor trabajados, lo que indica su conexión con espacios de mayor representación. Este hecho se confirma con la existencia de un pequeño escudo circular con la cruz de Malta bajo el alféizar de la ventana de la parte superior. La zona central de la fachada se organiza con grandes ventanales y, a los lados de estos, dos balcones con barandillas de madera en la parte superior.
La fachada norte, sin lugar a duda la de fábrica más reciente, quizá de mediados del s XX, muestra una simetría absoluta en las dos plantas. Está caracterizada por una escalinata doble que comunica el suelo con la planta superior en dos tramos. En la planta inferior se abre una puerta en el centro, que comunica con el gran salón de la planta inferior. Además, se abren dos grandes ventanales para iluminarlo. En la planta superior se abre una puerta de acceso a la escalinata con tejadillo y antepecho y tiene a cada lado tres grandes ventanas, lo que indica la presencia de las habitaciones principales, desde las que se puede ver el mar Cantábrico y que actualmente están convertidas es las suits principales del hotel. 
La fachada oeste actualmente queda casi oculta por los edificios anexos de la instalación hotelera y es de difícil observación. La puerta que se abre en la planta baja comunica la recepción con el resto del conjunto hotelero.

## Interior del palacio
El edificio ha sufrido numerosas intervenciones en su interior, como todo espacio que lleva en uso y habitado casi 450 años, pero en líneas generales conserva la volumetría y distribución de espacios propia de los edificios de esta época. 
Tras franquear la entrada principal del palacio se encuentra el recibidor, lo que antiguamente sería el zaguán, que se abre a la planta superior en un espacio a modo de patio interior techado.
Esta planta constituía la parte pública del edificio. En ella se encontraban las cocinas, los despachos y demás espacios funcionales del palacio, actualmente dedicados a tareas administrativas del hotel. Destaca entre estos una gran sala a mano derecha que ocupa todo el largo de la fachada, en la que se abren dos grandes ventanales y una puerta en la fachada norte. Lo más llamativo de la estancia es la enorme piedra que debió servir de dintel a un lagar, con una inscripción grabada, que se usa como remate de la chimenea. La parte sur de la planta tiene un pasillo que recorre el edificio, que servía para la comunicación de las estancias que se abrían hacia la fachada sur y que actualmente además permite la comunicación con nuevos espacios construidos destinados al uso del hotel.
Enfrente de la entrada y al fondo de la planta se encuentra la escalera principal que conduce a la planta superior. La planta superior se articula en torno al patio interior central techado y en ella se encuentran las habitaciones principales del palacio, actualmente habitaciones del hotel.

## Conjunto monumental
El palacio conserva algunos elementos de su pasado, como son el muro que delimita la finca y una pequeña capilla situada en el interior de la finca al noreste de la misma. 

### Muro perimetral
La finca está cerrada por un muro almenado con forma de muralla, meramente ornamental y abierto al este por un arco rebajado de piedra que da acceso directo al edificio principal del palacio. Quedan en el interior de la finca diversos restos de este muro, algunos atravesando el hall, donde nos encontramos con un espacio distribuidor que conserva una parte de la cerca. Esta ha sido musealizada en diversos tramos e integrada en el edificio como un elemento decorativo, con el fin de mantener la memoria histórica y conservar la mayor parte posible del patrimonio artístico. 

### Capilla
El conjunto del palacio posee una capilla que fue edificada en su proximidad inmediata. Es un ejemplo de pequeña iglesia rural, con su antepórtico y su espadaña con campana para llamar al culto, donde, dado el reducido tamaño del templo, llama la atención la existencia de un púlpito en el exterior. En la época de la edificación del palacio era frecuente que las familias nobiliarias se encargaran de la construcción de una  ermita o capilla familiar, que con el paso del tiempo solía pasar a ser utilizada por los habitantes de la localidad como templo habitual. En su interior había un retablo pintado, cuyas pinturas fueron trasladadas a la capilla de San Roque, en Lastres.

## Ampliaciones y restauraciones
El estudio de paramentos del edificio indica que hay al menos cuatro fases constructivas:
- La construcción fundacional. Realizada con mampostería y de forma irregular, con huecos rellenos de mortero formando un esgrafiado que resalta las piedras nobles, se conserva casi totalmente en los muros externos de la primera planta. 
- Reformas del siglo XVIII, en las que se incorporaron los escudos de la Orden de Malta y el cordón franciscano. En estas reformas se abrieron nuevos huecos en las fachadas. Está caracterizada por la utilización, sobre todo en toda la primera planta y en parte de la fachada este y norte, de sillares de mayor tamaño que la inicial, mejor labrada y escuadrada, aunque de forma irregular.
- Reforma de mediados del siglo XX.  Se rehace casi toda la fachada norte del palacio, especialmente en la primera planta, dotándola de una simetría de huecos y materiales de la que carecen el resto de las fachadas, construyéndola con unos sillares perfectamente labrados y escuadrados y con piedras de similar tamaño, y se incorpora la escalinata exterior. También se procedió a la reconstrucción de la cerca perimetral y a la restitución de las almenas perdidas.
- En el año 2005 se llevó a cabo la gran reforma de todo el conjunto para convertirlo en hotel, en la que se reestructuró la organización interna del edificio y se derribaron los edificios anexos de uso agropecuario, salvo la muralla, que se integró en el nuevo conjunto arquitectónico. Asimismo, se crearon nuevos volúmenes anexos dedicados al servicio hotelero.

## Inquilinos ilustres y anécdotas
Cabe destacar el paso de don Gaspar Melchor de Jovellanos por el Palacio de Luces en 1790 como un peregrino más hacia Santiago, siguiendo la ruta más antigua que se conoce del Camino. No es de extrañar, pues es probable una relación personal entre este personaje y don Alonso Victorero de Toro (1738-1817), quien casó a su hijo don Alonso Cándido Victorero (1788-¿?) en 1818 con doña Juana García Jovellanos, natural de Gijón y emparentada con el famoso ilustrado.
El comedor ha sido elegido como localización de uno de los episodios de la serie Doctor Mateo.
Según recoge Enrique Granda, don Adolfo Venta (hijo) comentaba que su padre vendió el palacio se debía a que su hermana, diez años mayor que él, su madre Julia y su tía Remedios tenían miedo a extraños ruidos nocturnos, en concreto el tic tac de un reloj de pared que nunca existió en la casa.
Mientras fueron titulares de la propiedad José Mª y Leonor Martínez, cada 15 de agosto hacían una fiesta (la virgen de la Velilla) donde invitaban a los vecinos de Luces.
Como toda casa que ha sido posesión de indianos, destaca en su jardín la palmera que recuerda los años pasados al otro lado del mar, aunque a diferencia de las típicas casonas de indiano, en este caso la edificación sea varios siglos anterior.